# Ernst Friedrich Richter
Ernst Friedrich Eduard Richter (Großschönau (Saxònia), 24 d'octubre, 1808 - Leipzig (Saxònia), 9 d'abril, 1879), va ser un cantor de l'església de Sant Tomàs de 1868 a 1879, professor al Conservatori de Leipzig i director musical de la Universitat de Leipzig. El seu fill va ser el compositor Alfred Richter.

## Biografia
Ernst Friedrich Richter va estudiar teologia a Leipzig a partir de 1831, però aviat es va dedicar completament a la música. El 1843, Richter va ser contractat com a professor d'harmonia i composició al Conservatori Reial de Música de Leipzig. Va ser un dels primers sis professors regulars d'aquest institut, juntament amb Felix Mendelssohn Bartholdy i Robert Schumann. De 1843 a 1847 també va dirigir la "Leipzig Sing-Akademie", es va convertir en organista a l'església de Sant Pere el 1851, a la Neukirche el 1862 i a l'església de Sant Nicolau el 1863. Aquí va poder interpretar moltes de les seves composicions amb el nou orgue Ladegast. Així va donar forma a la música de l'església a St. Nikolai durant sis anys fins al seu nomenament com a cantor de St. Thomas després de la mort de Moritz Hauptmann (1792-1868), que anteriorment havia ocupat aquest càrrec.
Al mateix temps, Richter va ser nomenat professor al Conservatori i la universitat li va atorgar el títol de Director de Música de la Universitat. Richter era ara director musical i cantor a la Thomasschule i al Conservatori, responsable de l'harmonia i la teoria de la composició, l'orgue i l'anàlisi de composicions clàssiques.
En la seva opinió, Ernst Friedrich Richter es va basar en l'antiga teoria del baix continu i la va combinar amb la teoria dels passos. No obstant això, això ja no podia fer justícia a les moltes innovacions harmòniques de l'art contemporani de l'època.
Els testimonis contemporanis jutgen Richter: "El seu ensenyament emfatitzava més el costat pràctic de la instrucció teòrica i evitava l'especulació. Objectivament, sense retòrica supèrflua, comprensible per a tothom, va explicar les lleis harmòniques i va perseguir l'objectiu de portar a l'èxit tantes persones com fos possible, fins i tot les menys talentoses. Richter va ensenyar sistemàticament, des de zero, i no va adoptar, com alguns dels seus col·legues contemporanis, l'opinió que els estudiants haurien de començar a compondre immediatament, sense haver estat introduïts en la composició estricta". (Reisaus, J.: 1993, 65)
L'alumne més famós de Richter va ser el musicòleg Hugo Riemann. Com a compositor, va escriure misses, motets i llibres de teoria àmpliament utilitzats.
Ernst Friedrich Richter va ser el pare del pianista i compositor Alfred Richter (1846-1919) i de l'investigador de Bach Bernhard Friedrich Richter.

## Obres
- Die Grundzüge der musikalischen Formen und ihre Analyse (1852) (Digitalisat).
- Lehrbuch der Harmonie (1853) (Digitalisat).
- Lehrbuch der Fuge (1859) (Digitalisat).
- Katechismus der Orgel (1868) (Digitalisat).
- Lehrbuch des einfachen und doppelten Kontrapunkts (1872) (Digitalisat).

## Patrimoni
Part del patrimoni musical d'Ernst Friedrich Richter (extensió: 61 números de catàleg) es conserva a la Biblioteca Estatal Saxona - Biblioteca Estatal i Universitat de Dresden. Es poden trobar altres béns parcials a l'Arxiu Bach i a la Biblioteca Municipal de Leipzig.